# Grand hôtel Berbisey
Pour les articles homonymes, voir Berbisey.
Le grand hôtel Berbisey est un hôtel particulier de la ville de Dijon situé dans son secteur sauvegardé, au 25 rue Berbisey.
Il est inscrit au titre des monuments historiques en 1970 et 1978.

## Histoire
Depuis 1964, l'hôtel est le siège des éditions Faton, spécialisées dans la publication de revues portant notamment sur les domaines de l'histoire de l'art et de l'archéologie.

## Plaque d'information

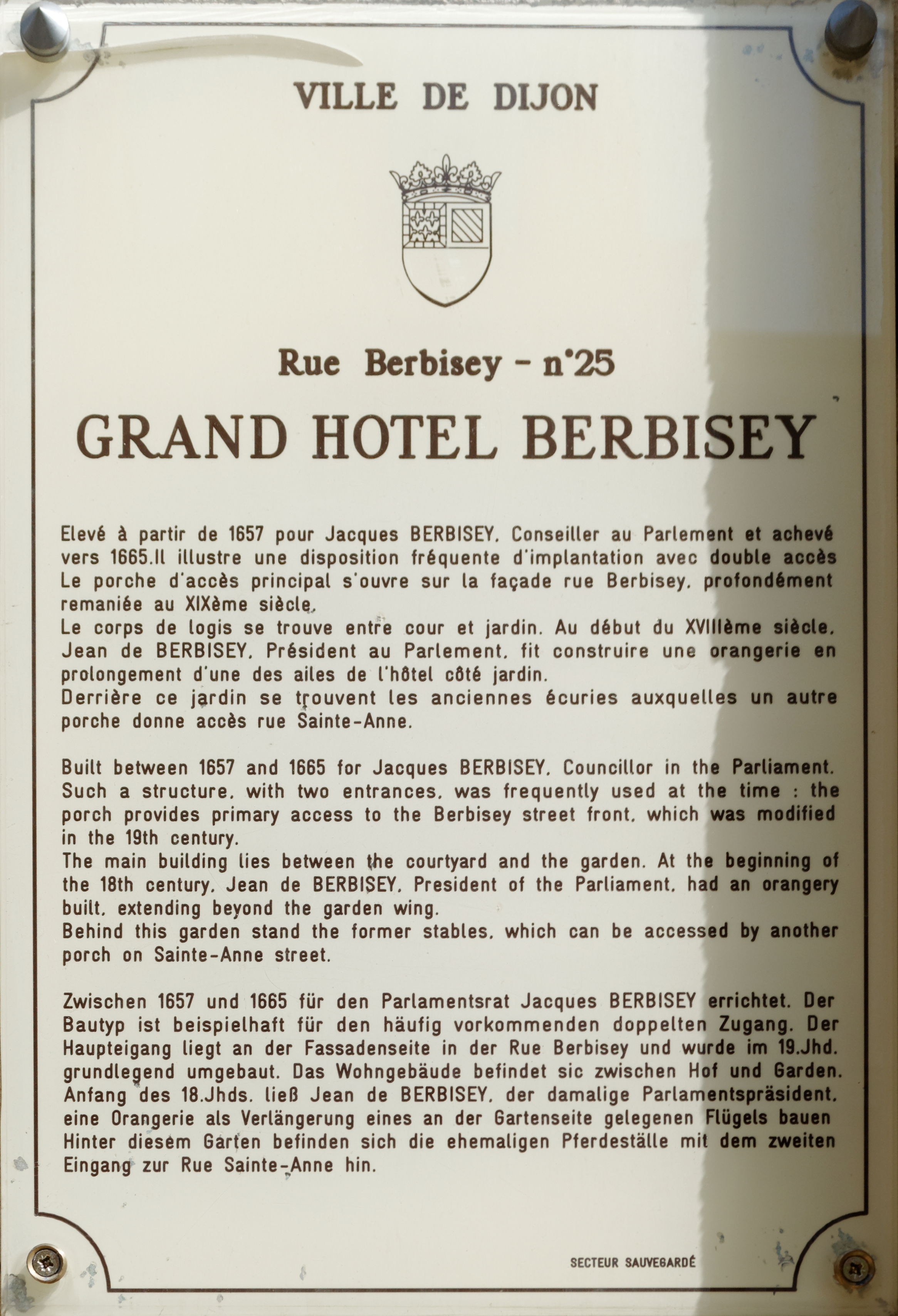
Plaque d'information trilingue (français, anglais et allemand)